# Copestylum palmyra
Copestylum palmyra är en tvåvingeart som först beskrevs av Hull 1949.  Copestylum palmyra ingår i släktet Copestylum och familjen blomflugor. Inga underarter finns listade i Catalogue of Life.